# طرخشقون أضيق
طرخشقون أضيق (باللاتينية: Taraxacum angustissimum) هو نوع نباتي يتبع جنس الطرخشقون من القبيلة الشيكورية.